# Капитан Балу
„Капитан Балу“ (на английски: TaleSpin) е американски анимационен сериал, базиран на класическия анимационен филм на Дисни през 1967 г. „Книга за джунглата“ и неговия римейк от 1994 г. В САЩ се излъчва за пръв път от 5 май 1990 г. до 8 август 1991 г.

## „Капитан Балу“ в България
В България сериалът е излъчван през 1996 г. по БНТ. Преведен е като на „СуперБалу“. Екипът се състои от:
| Озвучаващи артисти         | Петър Евангелатов (Балу) Соня Костадинова (Кит) Димитър Герасимов (Шир Хан) Катя Иванова Диана Гергова Георги Митев Мирослав Цветанов (Див котак) Калин Арсов (Крал Луи) Георги Георгиев (Полковник Спигат) Жоица Флорова Пламен Захов Иван Райков |
| Превод                     | Людмила Верих Деляна Найденова |
| Редактор                   | Майя Пачникова |
| Организатор                | Ива Младенова |
| Компютърни надписи         | Соня Пенкова |
| Монтаж                     | Надежда Делева Мадлена Иванова |
| Песента изпълнява          | Чочо Владовски |
| Музикален режисьор         | Хайгашод Агасян |
| Български текст на песента | Рада Москова |
| Асистент-режисьор          | Агнес Филипова Анелия Льокова |
| Директор на продукцията    | Симеон Филипов Нина Костова |
| Тонрежисьор                | Иван Василев |
| Режисьор на дублажа        | Красимир Ризов |
| Copyright                  | БНТ, 1994 г. |

На 2 октомври 2009 г. по Disney Channel[ неясно? ]. Ролите озвучават Ани Василева, Цанко Тасев, Силви Стоицов, Николай Николов и Симеон Владов. Дублажът е войсоувър на „Медиа Линк“.